# ナンキョクブナ科
ナンキョクブナ科（ナンキョクブナか、Nothofagaceae）は双子葉植物の科。ナンキョクブナ属（Nothofagus）のみの単型科でニューギニアブナ、ニュージーランドブナ等35種ほどある。すべて木本で、アフリカを除く南半球の温帯から熱帯つまりニューギニア島、ニューブリテン島、ニューカレドニア、オーストラリア東南部およびタスマニア島、ニュージーランド、南米南部に40種足らずが分布している。北限はニューギニア島。もちろん南極大陸には現生しないが、化石が発見されている。ブナ科（北半球中心に分布）に似ており、かつてはブナ科に含められたこともある。しかし分子系統的には近縁ながら別系統であるため、APG植物分類体系でも別科としている。
なお、ナンキョクブナ科の学名はナンキョクブナ属 Nothofagus に由来するが、これはラテン語で「偽のブナ」属という意味である。実はナンキョクブナ属の命名者のカール・ルートヴィヒ・ブルーメ (Carl Ludwig Blume）は「南のブナ」属（Notofagus）と命名するつもりだったが、何らかの間違いで発表文献において"t"と"o"の間に"h"が入ってしまい、意味が大きく変わってしまったといわれている。日本語では「南」の概念は残された名前になっている。

## ナンキョクブナ科の種
- オーストラリアブナ[3] Nothofagus moorei - オーストラリアのニューサウスウェールズ州・クィーンズランド州東南部
- マートルナンキョクブナ[3]（別名: タスマニアンマートル、タスマニアンビーチ、マートル、マートルビーチ[4]、マートルブナ[3]）Nothofagus cunninghamii - オーストラリアのビクトリア州南部・タスマニア島
- タングルフットブナ[3] Nothofagus gunnii - オーストラリアのタスマニア島
- Nothofagus brassi - ニューギニア島
- Nothofagus carrii - ニューギニア島
- Nothofagus flaviramea - ニューギニア島
- ニューギニアブナ Nothofagus grandia - ニューギニア島[5]
- Nothofagus perryi - ニューギニア島
- Nothofagus pseudoresinosa  - ニューギニア島
- Nothofagus pullei  - ニューギニア島
- Nothofagus resinosa   - ニューギニア島
- Nothofagus rubra   - ニューギニア島およびダントルカストー諸島
- Nothofagus starkenborghii  - ニューギニア島およびニューブリテン島
- Nothofagus crenata  - ニューギニア島
- Nothofagus nuda  - ニューギニア島
- Nothofagus stylosa  - ニューギニア島
- Nothofagus womersleyii  - ニューギニア島
- Nothofagus aequilateralis   - ニューカレドニア
- Nothofagus balansae  - ニューカレドニア
- Nothofagus baumanniae  - ニューカレドニア
- Nothofagus codonandra   - ニューカレドニア
- Nothofagus discoidea  - ニューカレドニア
- Nothofagus apiculata  - ニュージーランド
- ソランドリナンキョクブナ[3] Nothofagus cliffortioides （シノニム: N. solandri var. cliffortioides）- ニュージーランド
- レッドビーチ[4]（別名: レッドブナ[3]）Nothofagus fusca - ニュージーランド
- シルバービーチ[4]（別名: ギンブナ[6]、サウスランドビーチ[4]、シルバーブナ[3]）Nothofagus menziesii  - ニュージーランド
- クロミナミブナ[7] Nothofagus solandri - ニュージーランド
- ハードビーチ[4][3]（別名: クリンカービーチ[4]）Nothofagus truncata - ニュージーランド
- Nothofagus alessandri  - チリ中部
- ナンキョクブナ[3][8] Nothofagus antarctica - チリ南部・アルゼンチンからフェゴ島
- カバノハミナミブナ[7] Nothofagus betuloides - チリとアルゼンチンの中部及び南部からフェゴ島
- ドンベイミナミブナ[7]（別名: コイギュウ[3]）Nothofagus dombeyi - チリとアルゼンチンの中部及び南部[5]
- Nothofagus glauca  - チリ中部
- Nothofagus nitida  - チリ中部・南部
- ローブルミナミブナ[7]（別名: ローブルペリン[3]）Nothofagus obliqua - チリとアルゼンチンの中部及び南部[5]
- ラウリ[7][3] Nothofagus alpina（シノニム: N. nervosa、N. procera）- チリとアルゼンチンの中部
- レンガ[7] Nothofagus pumilio - チリとアルゼンチンの中部及び南部からフェゴ島